# Simuna
Simuna (Duits: Sankt Simonis) is een grotere plaats of ‘vlek’ (Ests: alevik) in de Estlandse gemeente Väike-Maarja, provincie Lääne-Virumaa. De plaats telt 418 inwoners (2021). Tot in 2005 was Simuna de hoofdplaats van de gemeente Avanduse.
Bj Simuna ontspringt de rivier Pedja. De bron heet Simuna allikas of Katkuallikas.

## Geschiedenis
Simuna, gesticht in de 13e eeuw, heette oorspronkelijk Katkuküla. Later nam het dorp de naam aan van de kerk, die in de 15e eeuw werd gebouwd en gewijd was aan de apostelen Simon en Judas Taddeüs. In het Estisch werd de kerk Siimona ja Juuda kirik of Püha Siimoni kirik (‘kerk van Sint-Simon’) genoemd.
De kerk werd in 1728/1729 (na vernielingen in de Grote Noordse Oorlog) en in 1885/1886 volledig herbouwd. Karakteristiek is de 53,3 meter hoge kerktoren. Het altaar is van de hand van de Tallinnse beeldhouwer Christian Ackermann, het orgel van de orgelbouwer Gustav Normann. De kerk is een monument.
Simuna was tot 1992 de hoofdplaats van de gemeente Simuna. In dat jaar werd de gemeente herdoopt in Avanduse, maar Simuna bleef de hoofdplaats. In oktober 2005 ging de gemeente op in de gemeente Väike-Maarja.

## Gedenkteken voor Struve
Op 800 meter ten oosten van Simuna staat een monument voor de Duitse astronoom Friedrich Georg Wilhelm Struve (1793–1864), bekend van zijn bijdragen aan de geodesie. Een van zijn meetpunten lag bij Simuna.

## Foto's

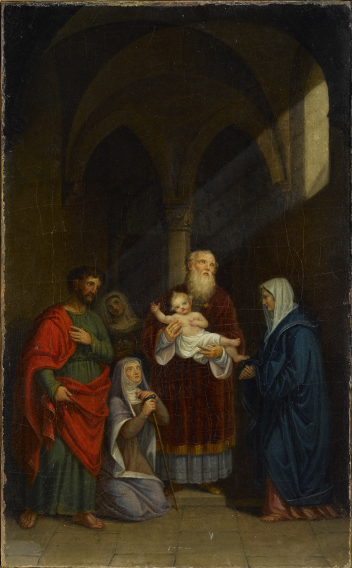
Altaarstuk in de kerk van Simuna: ‘Christus in de tempel’, door Carl Siegmund Walther (1783–1866)
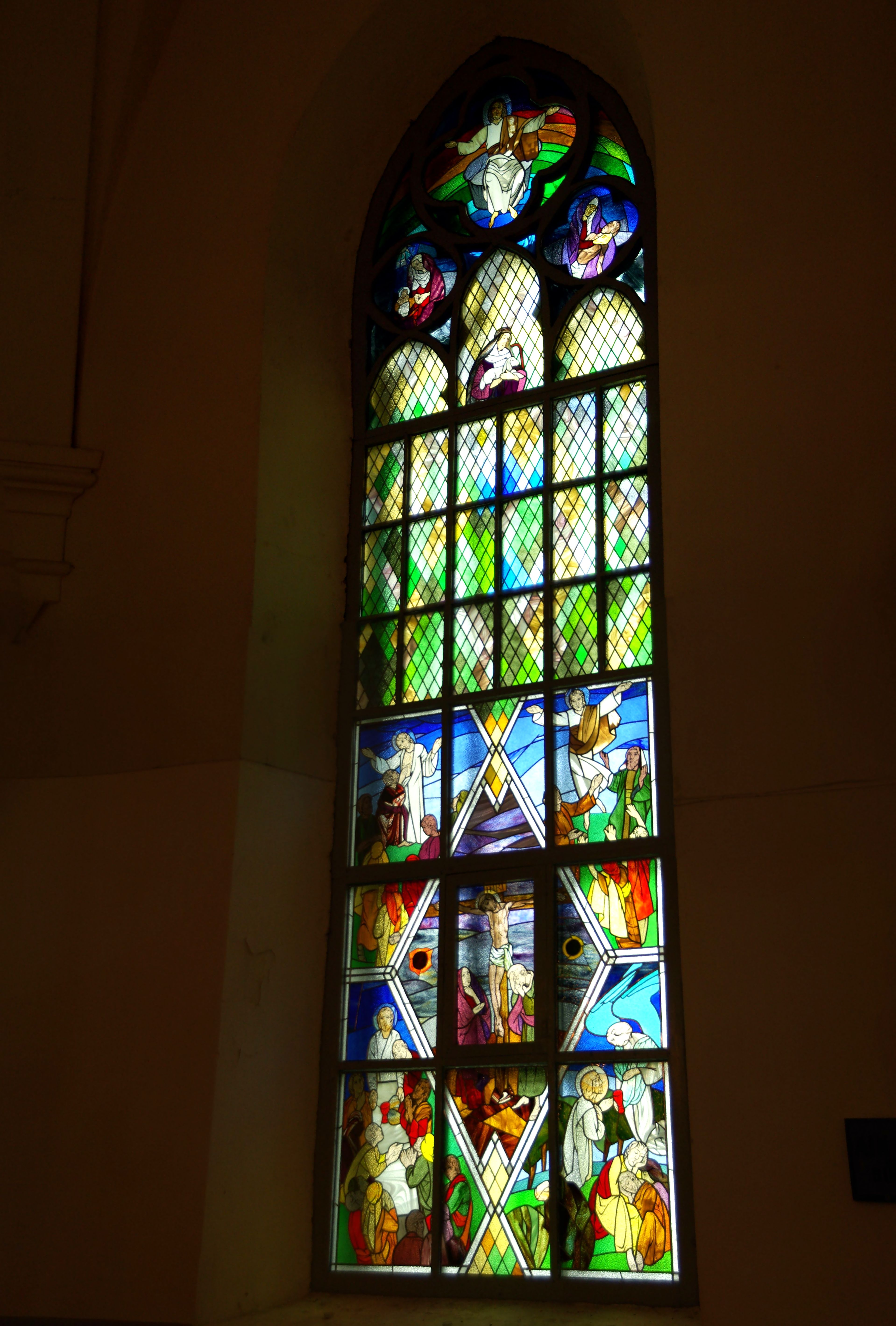
Glas-in-loodraam in de kerk van Simuna
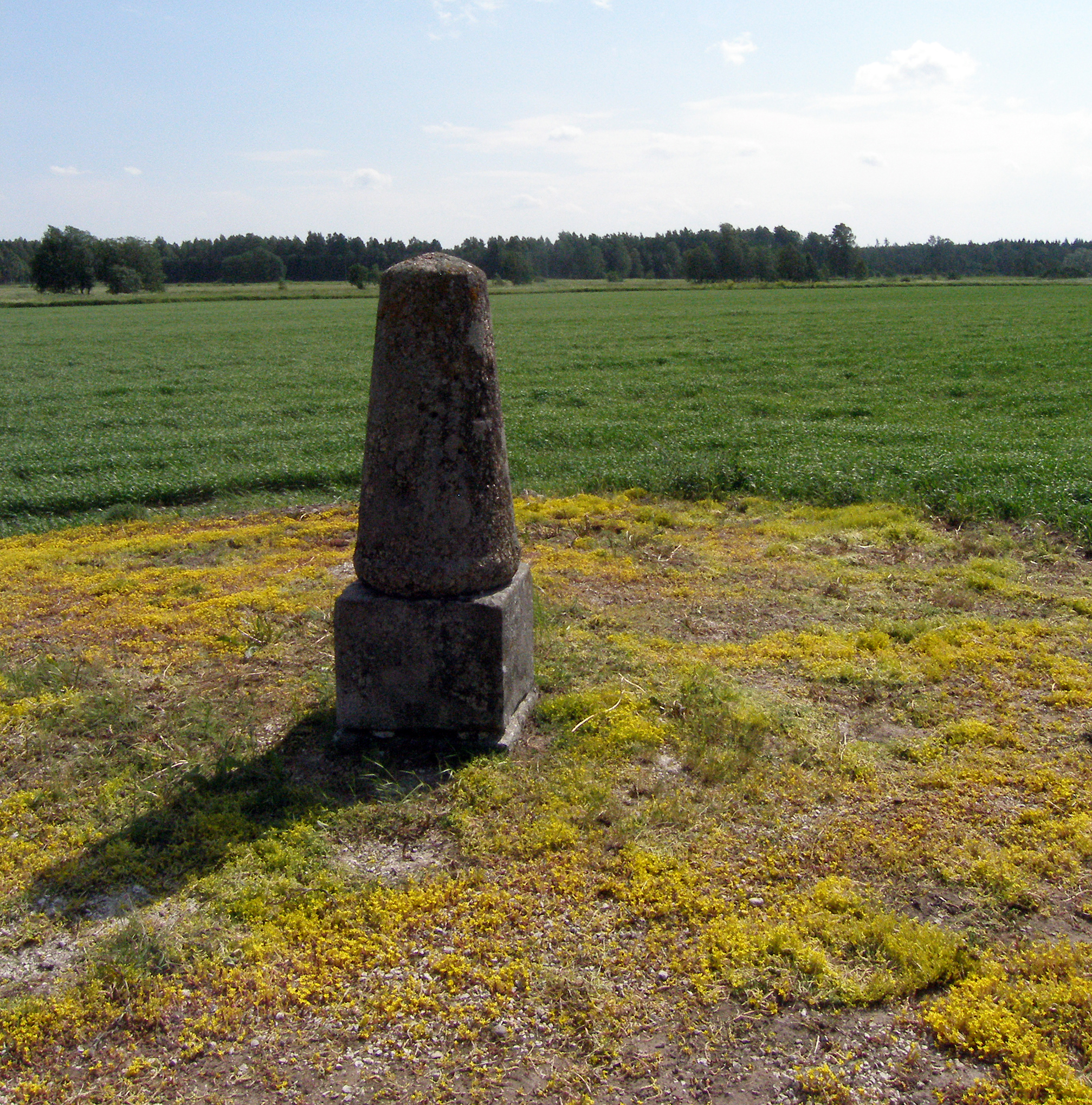
Meetpunt voor de geodetische boog van Struve bij Simuna
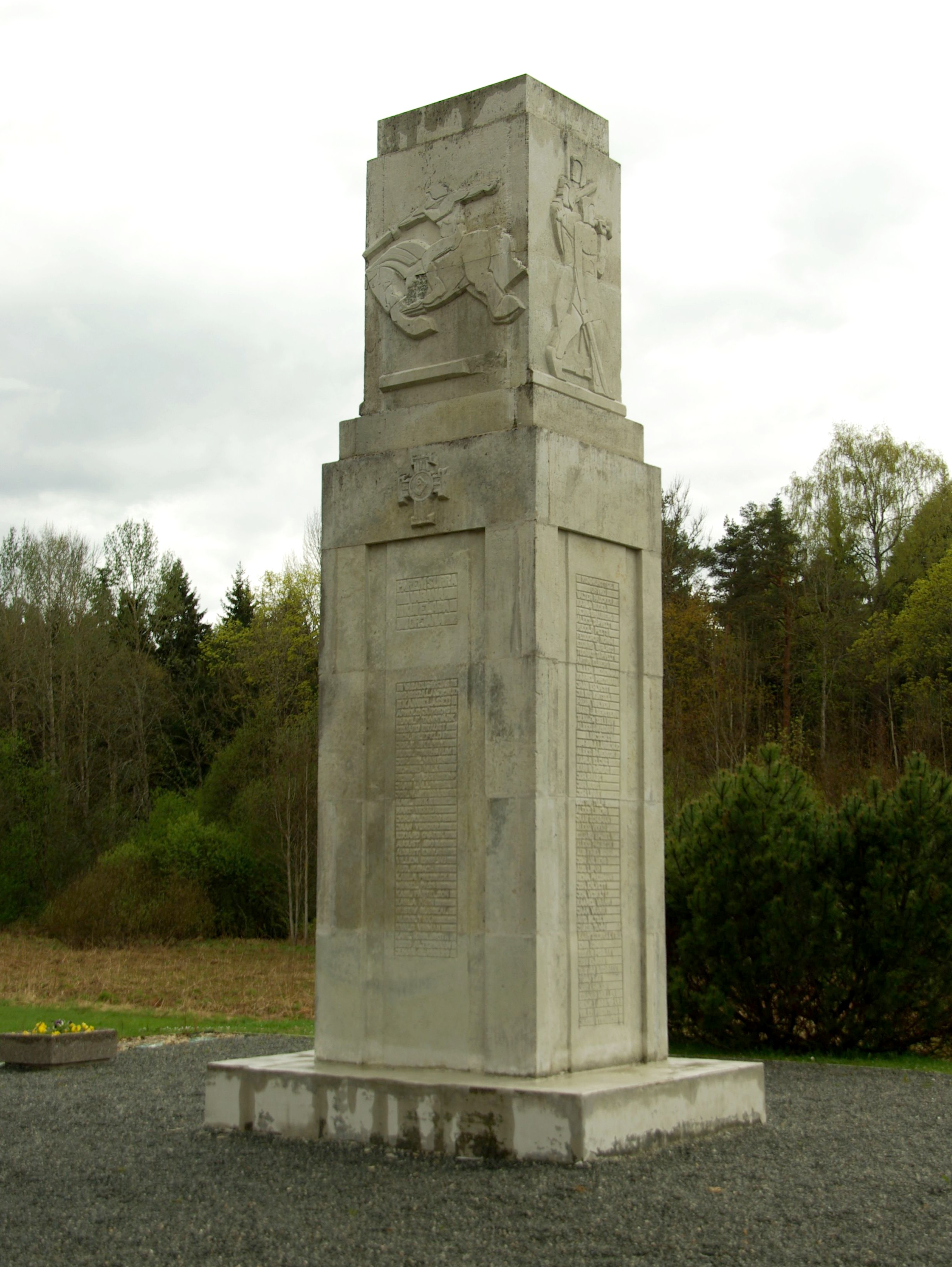
Monument voor de Estische Onafhankelijkheids-oorlog
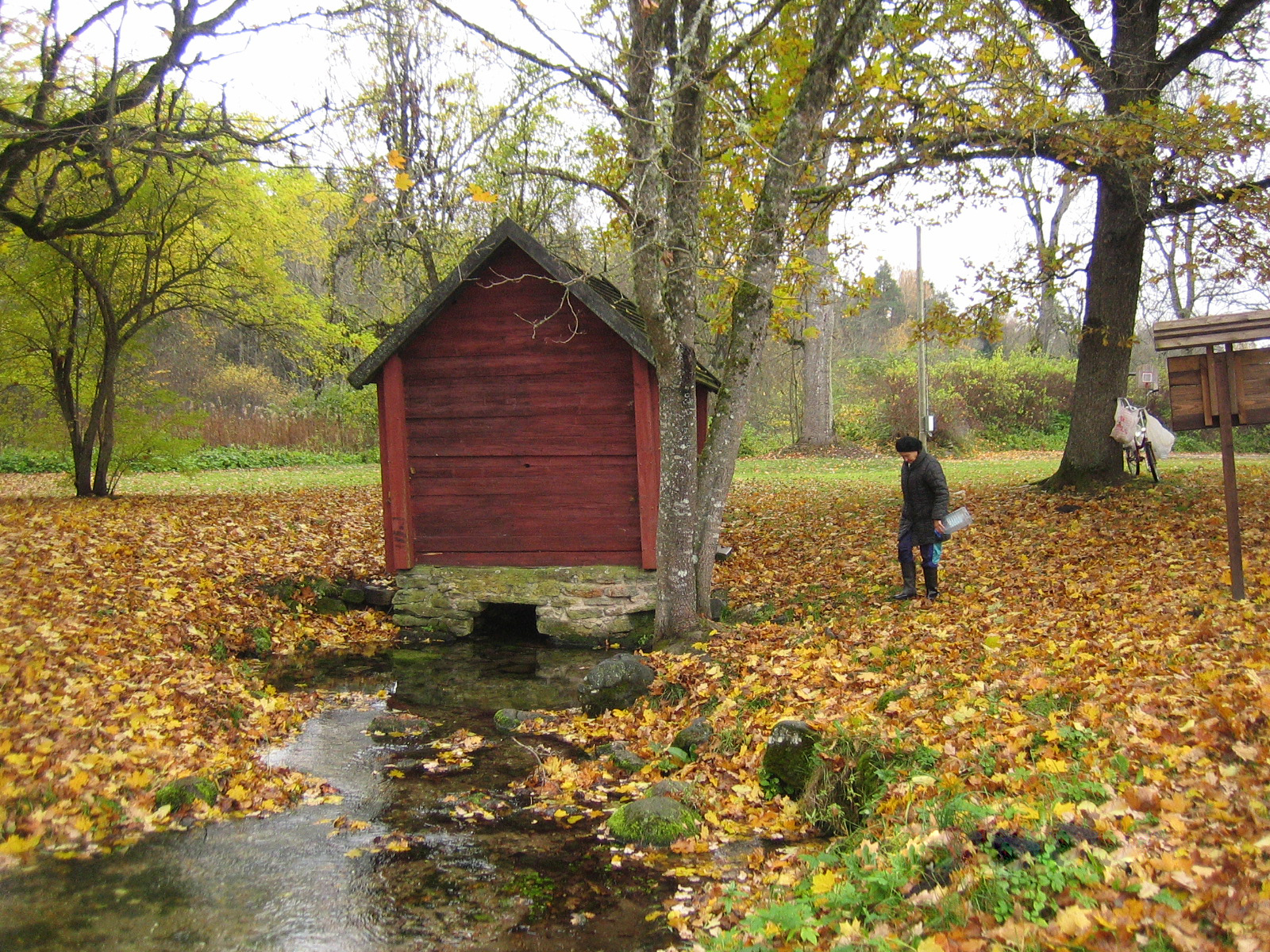
Bron van de Pedja